# Pascal Boureille
Pour les articles homonymes, voir Boureille.
Pascal Boureille, né à Paris le 23 février 1909 et mort le 13 décembre 1999 à Nice, est un sculpteur et décorateur français.

## Biographie
Élève de Jules Coutan, Paul Landowski et de Édouard Navellier, membre de la Société des artistes français, il expose en 1927 au Salon des indépendants deux plâtres patinés Pigeons (pour dessus de porte) et Effraie puis l'année suivante une vitrine contenant des statuettes en bronze.
En 1935, il obtient une médaille de bronze ainsi qu'une bourse de voyage au Salon des artistes français.
Il est inhumé dans le cimetière de Saint-Pierre-lès-Nemours.

## Décoration
- Officier de l'ordre des Palmes académiques sur le contingent du ministère des affaires culturelles, au titre d'« artiste statuaire » (1960)[5].